# Boy (film uit 2010)
Boy is een 2010 Nieuw-Zeelandse comedy-drama film, geschreven en geregisseerd door Taika Waititi. De film speelt James Rolleston, Te Aho Aho Eketone-Whitu en Waititi. Het wordt geproduceerd door Cliff Curtis, Ainsley Gardiner en Emanuel Michael. Deze film wordt gefinancierd door de New Zealand Film Commission. In Nieuw-Zeeland overschaduwde de film eerdere records voor een besparing van een eerste week aan een lokale productie. Boy werd vervolgens de meest winstgevende film van Nieuw-Zeeland aan de plaatselijke kassa. De soundtrack van Boy bevat artiesten uit Nieuw-Zeeland zoals The Phoenix Foundation, die eerder muziek leverde voor Waititi's film Eagle vs Shark.

## Verhaal
Het is het jaar 1984. Alamein, bekend als Boy, is een 11-jarige jongen die in Waihau Bay, in de regio Bay of Plenty in Nieuw-Zeeland, op een kleine boerderij woont met zijn grootmoeder, jongere broer Rocky en verschillende neven en nichten. Boy brengt zijn tijd door met dromen van Michael Jackson, rondhangen met zijn vrienden Dallas en Dynasty, Hij probeert indruk te maken op Chardonnay, een meisje op zijn school, praten met zijn geit en het verzinnen van wilde verhalen over zijn vervreemde vader, Alamein. Rocky is ondertussen een rustig, vreemd kind, dat gelooft dat hij gevaarlijke superkrachten heeft omdat zijn moeder stierf tijdens zijn geboorte. Op een dag vertrekt de oma van Boy en Rocky voor een begrafenis in Wellington, waarbij Boy de leiding heeft over het huis en voor de andere kinderen zorgt. Boy is verrast als hij zijn vader en twee andere mannen op de boerderij ziet aankomen.
Boy is dolblij om Alamein terug te zien komen en denkt dat hij is gekomen om de jongens mee te nemen om bij hem te gaan wonen, maar Rocky is onzeker over de plotselinge terugkeer van hun vader. In eerste instantie lijkt het erop dat Alamein eindelijk terug is gekomen in het leven van zijn zonen, maar al snel wordt onthuld dat hij er echt is om een zak geld te vinden die hij op de boerderij had begraven voordat hij door de politie werd gearresteerd. Met zijn gepatchte bende, de Crazy Horses (alleen hij en twee vrienden), begint Alamein het veld op te graven, op zoek naar het geld. Boy ziet dit en biedt aan om te helpen, denkend dat Alamein op zoek is naar schatten, en Alamein besluit al snel om rond te hangen met Boy en een vader te worden. Hij knipt het haar van zijn zoon om eruit te zien als Michael Jackson. De twee gaan rijden in de auto van Alamein en nemen wraak op Boy's schoolpestkoppen. Boy brengt Alamein marihuana om te verkopen van een oogst, geteeld door Dallas en Dynasty's vader, een lid van een lokale bende. Alamein, die het ongemakkelijk vindt om 'papa' te worden genoemd, overtuigt Boy ervan hem in plaats daarvan Shogun te noemen.
Boy begint zichzelf te zien als een volwassene en een Crazy Horse, ver weg groeiend van zijn vrienden. Alamein, echter niet in staat om het geld te vinden, raakt gefrustreerd en rijdt weg, waardoor Boy achterblijft. Boy blijft alleen voor het geld graven, totdat hij het eindelijk ontdekt. Opgewonden verbergt Boy de geldzak in de pen van zijn geit, neemt dan het jasje van zijn vader Crazy Horses mee en trakteert zijn vrienden trots op ijsblokken en lolly's. Wanneer Alamein aankomt, vertelt Boy hem dat hij het geld heeft gevonden, maar Alamein slaat Boy omdat hij zijn jas heeft gestolen en vraagt hem boos waar hij het geld voor de ijsblokken heeft gevonden, waardoor Boy vernederd achterbleef. Alamein verontschuldigt zich later en vertelt zijn zoon voor het eerst dat hij van hem houdt. Boy gaat de geldzak halen, maar ontdekt dan dat die door zijn geit is opgegeten.
Alamein en Rocky blijven graven voor het verborgen geld, waardoor Boy ongemakkelijk wordt. Boy besluit het geld goed te maken door Alamein naar de marihuanacultuur te leiden die eigendom is van de vader van Dallas en Dynasty, en Alamein verzamelt de hele oogst. De groep wordt gezien door Dynasty, die naar Boy staart, en verraden. Later neemt Alamein zijn bende mee om het te vieren. Terwijl hij in de auto wacht met Boy, vertelt Rocky zijn broer dat hij hun vader leuk vindt en hem beter wil leren kennen. Een andere auto rijdt vervolgens op en de lokale bende stapt uit. Boy ziet de dynastie op de voorstoel zitten met een zwart oog. De bende nadert Alamein en de Crazy Horses en confronteert hen over het stelen van hun marihuana. Eerst stelt Boy zich voor dat zijn vader met succes de bende afvecht in een Michael Jackson-dansreeks, maar de realiteit keert terug naar hem en hij ziet de bende Alamein verslaan. Terwijl hij naar huis rijdt, raakt Alamein per ongeluk de geit van Boy, waarbij de geit overlijdt.
De volgende dag wordt Alamein verlaten door zijn mannen, die de marihuana en de auto stelen. Boy bezoekt het graf van zijn moeder, drinkt alcohol en rookt marihuana. Hij komt eindelijk in het reine met het feit dat al zijn gelukkige, vroege herinneringen aan zijn vader zijn verzonnen, en Alamein was er zelfs niet toen Rocky werd geboren. Ondertussen zit Alamein in de schuur, depressief dat hij zijn geld niet heeft kunnen vinden. Rocky komt naar hem toe en probeert hem te troosten met zijn 'krachten', en vertelt Alamein dat het hem spijt dat hij zijn moeder heeft vermoord door te worden geboren. Op dat moment komt Boy binnen en verstrooit het versnipperde geld aan de voeten van Alamein, waarna hij zijn vader raakt en schreeuwt om te weten waarom hij er niet was toen de moeder van Boy en Rocky stierf. Boy vertelt Alamein dat ze niets op elkaar lijken, keert dan terug naar het huis om voor zijn neven en nichten te zorgen. De volgende ochtend keert de grootmoeder van Boy en Rocky terug naar huis en is Alamein verdwenen.
Boy vertelt Rocky dat Alamein naar Japan is gegaan om te trainen als een samurai. Hij maakt opnieuw contact met zijn vrienden en verontschuldigt zich bij Dynasty en gaat vervolgens met Rocky op bezoek bij het graf van hun moeder. De twee jongens zien Alamein daar zitten. Rustig voegen ze zich bij hem, voordat Rocky vraagt: "Hoe was het in Japan?"

## Cast
- James Rolleston als Boy, een Māori- jongen die een grote fan is van Michael Jackson, Boy droomt ervan rijk te worden en naar de stad te gaan met zijn vader, broer en zijn huisdierengeit. Zijn echte naam is Alamein, net als zijn vader.
- Te Aho Aho Eketone-Whitu als Rocky, Boy's jongere broer die gelooft dat hij superkrachten heeft. Hij is erg verlegen, waarschijnlijk vanwege de dood van zijn moeder tijdens zijn geboorte.
- Taika Waititi als Alamein, Boy en Rocky's vader; een ex-veroordeelde en nationale militair die de leider van een motorbende wil zijn en terugkomt naar Waihau Bay om zijn verloren geld te vinden.
- Moerangi Tihore als Dynasty, de zus van Dallas en een van Boy's beste vrienden. Ze is de dochter van een motorrijder en lijkt gevoelens voor Boy te hebben.
- Cherilee Martin als Kelly, Boy's neef van dezelfde leeftijd, die bij hem woont in hetzelfde huis, met haar drie zusjes.
- RickyLee Waipuka-Russell als Chardonnay, een tienermeisje waar Boy verliefd op is en die hem totaal negeert.
- Haze Reweti als Dallas, een langharige jongen en broer van Dynasty, die een van Boy's beste vrienden is.
- Maakariini Butler als Murray, een van Boy's vrienden van school.
- Rajvinder Eria als Tane, Boy's Indiase vriend, die altijd naast Murray en Dallas is.
- Manihera Rangiuaia als Kingi, een pestkop op school die Boy vaak pest. Hij draagt een Michael Thriller- jasje.
- Darcy Ray Flavell-Hudson als Holden, Kingi's oudere broer, die Boy ook pest, maar die Boy's vader Alamein vreest en hem komt bewonderen.
- Rachel House als Aunty Gracey, de zus van de overleden moeder van Boy, die een winkel aan zee bezit.
- Waihoroi Shortland als Weirdo, een vreemde dikke man die vlak bij de brug woont en altijd op zoek lijkt te zijn naar iets. Hij lijkt kinderachtig en onschadelijk te zijn.
- Cohen Holloway als Chuppa, een Pākehā-vriend van Alamein, die een ex-veroordeelde en zeer dwaas is, samen met Juju.
- Pana Hema Taylor als Juju, de andere vriend van Alamein. Hij heeft een vreemd kapsel en net als Chuppa zit hij altijd in de problemen naast de kinderen.
- Craig Hall als Mr Langston, het schoolhoofd van Pākehā, die bij Boy's ouders studeerde.
- Mavis Paenga als Nan, de oma van Boy en de moeder van Alamein. Ze reist twee weken naar iemands begrafenis en laat Boy de leiding. Ze noemt de kinderen "My Mokos", wat staat voor mokopuna, het Māori- woord voor kleinkinderen.

## Productie

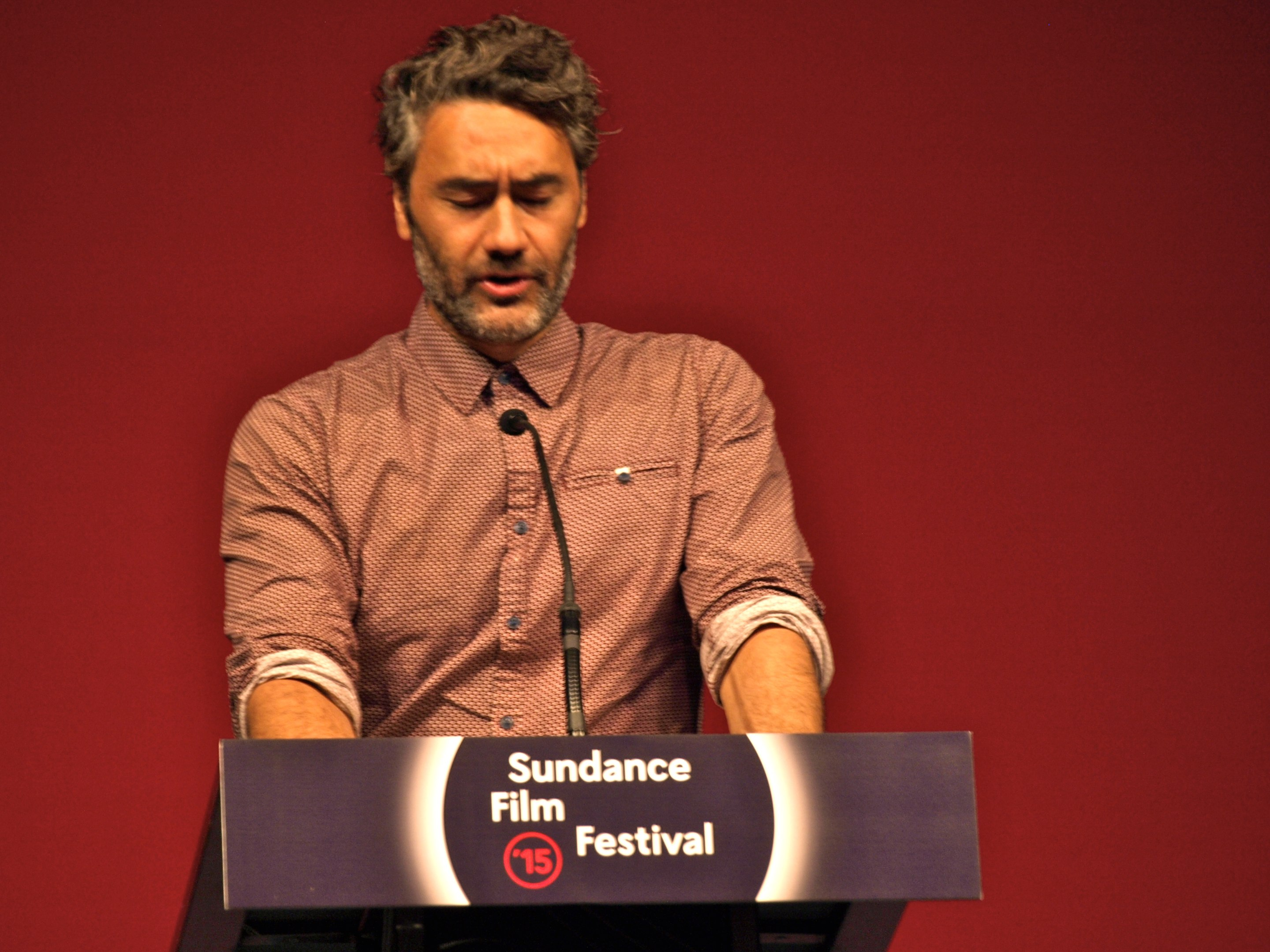
Regisseur, acteur en schrijver Taika Waititi

Waititi begon met het ontwikkelen van Boy kort na het afronden van de korte film Two Cars, One Night ; en het verscheen voor het eerst als een film genaamd Choice. Het project werd in 2005 geaccepteerd in het Sundance Writer's Lab, waar Waititi samenwerkte met scriptschrijvers Frank Pierson, Susan Shilliday, David Benioff en Naomi Foner Gyllenhaal. In plaats van Boy tot zijn eerste film als regisseur te maken, ging Waititi door met het maken van oddball-romantiek Eagle vs Shark, en bleef het scenario de komende drie jaar ontwikkelen.
Toen het script eindelijk klaar was, was er een kleine kans om het te maken. Waititi liet de titel Choice vallen omdat hij dacht dat het niet zou vertalen naar een internationaal publiek, en de film kreeg de titel The Volcano. "Het was heel vervelend over het potentieel van dit kind om groter te zijn dan hij of gewoon te bloeien of exploderen," zei Waititi. "Dus het was ook een personage in het script. Toen we de film opnamen, heette het nog Volcano en tijdens de montage. We hebben uiteindelijk veel dingen weggesneden."
Waititi wilde de film opnemen op de plaats waar hij gedeeltelijk opgroeide, Waihau Bay. Het verhaal speelt zich af in de zomer, maar het was een uitdaging om in de zomer te fotograferen vanwege de populariteit van het gebied als vis- en vakantiebestemming. De film toont de maïsvelden en de maïs wordt vanaf eind april geoogst. James Rolleston werd aanvankelijk niet gecast als de hoofdrol van Boy. Een andere acteur was al op zijn plaats toen Rolleston opdook voor een kostuum dat als extra past. Waititi gaf hem een auditie en na het bekijken van de filmclips kreeg Rolleston de rol aangeboden twee dagen voordat het fotograferen begon.

## Soundtrack
- Hine e Hine - The Phoenix Foundation
- Poi E - Patea Maori Club
- Pass the Dutchie - Musical Youth
- One Million Rainbows - The Phoenix Foundation
- French Letter - Herbs
- Dragons & Demons - Herbs
- Forget It - The Phoenix Foundation
- Aku Raukura (Disco Mix) - Patea Maori Club
- Out on the Street - Alastair Riddell
- Hine e Hine - St Josephs Maori Girls Choir
- Here We Are - The Phoenix Foundation
- Paki-o-Matariki - The Ratana Senior Concert Party
- Mum - Prince Tui Teka
- E Te Atua - St Josephs Maori Girls Choir
- Karu - Prince Tui Teka
- Flock of Hearts - The Phoenix Foundation

## Uitgave
Boy ging in première op het Sundance Film Festival 2010 op 22 januari 2010 en nam deel aan de categorie "World Cinema - Dramatic". Boy werd theatraal uitgebracht op 25 maart 2010 in Nieuw-Zeeland. De film werd in 2011 uitgebracht op DVD en Blu-ray door Paramount Home Media Distribution.

## Ontvangst

### kritische reactie
Gebaseerd op 65 beoordelingen verzameld door Rotten Tomatoes, heeft de film een algemene goedkeuringsscore van critici van 87%, met een gemiddelde score van 7,3 / 10. Peter Calder van The New Zealand Herald gaf de film vijf van de vijf sterren. Hij prees de uitvoeringen van de drie hoofdacteurs en zei: "Het is moeilijk om de toonhoogte-perfecte toon van deze film te hoog te prijzen."

### Theaterkassa
Bij release in Nieuw-Zeeland stond de film bovenaan de kassabonnen voor de week en verdiende hij meer op de openingsdag dan elke eerdere film in Nieuw-Zeeland. De film bracht in de eerste zeven dagen bijna $ 900.000 op en versloeg Alice in Wonderland en foto's van eigen bodem Whale Rider en The World´s Fastest Indian. Het klom ook boven de internationale hit met geanimeerde fantasie How to Train Your Dragon en mythische actiebewegingen Clash of the Titans. Boy werd vervolgens de meest winstgevende film van Nieuw-Zeeland tot nu toe op eigen bodem en nam The World's Fastest Indian over, die de positie vijf jaar had bekleed.

### Prijzen
- AFI Fest Publieksprijs - Beste internationale speelfilm - Taika Waititi - gewonnen
- Asia Pacific Screen Award - Beste kinderfilm - Ainsley Gardiner, Cliff Curtis, Emanuel Michael en Merata Mita - genomineerd
- Berlin International Film Festival Deutsches Kinderhilfswerk Grand Prix - Beste speelfilm - Taika Waititi - gewonnen
- Melbourne International Film Festival Populairste speelfilm - Taika Waititi - Won
- Sundance Film Festival Grand Jury Prize - Wereldbioscoop - Dramatisch - Taika Waititi - Genomineerd
- Sydney Film Festival Publieksprijs - Beste speelfilm - Taika Waititi - gewonnen
- Film- en tv-prijzen voor Nieuw-Zeeland - 13 nominaties, zeven overwinningen waaronder Best Feature Film, Best Director en Best Screenplay[13]